# Ikarus 280
Ikarus 280 – węgierski autobus przegubowy z fabryki Ikarusa. Na początku lat 90. montowane były w Mikołowie-Jamnie (w Centralnych Warsztatach Autobusowych), MZA Warszawa i MPK Częstochowa, a na plac przeładunkowy Sosnowiec Południowy dostarczano gotowe karoserie z Węgier.

## Historia modelu na rynku polskim

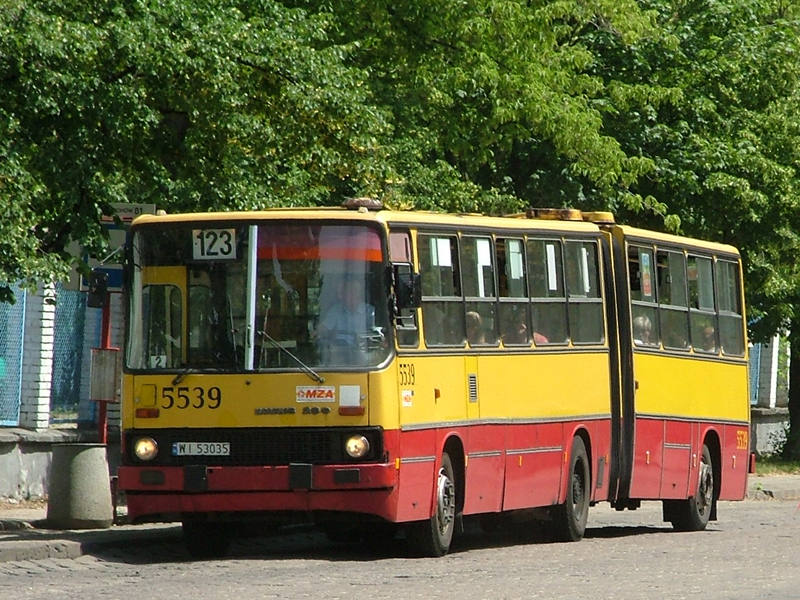
Ikarus 280.70E w Warszawie

Model Ikarus 280 był produkowany w wielu odmianach oznaczanych kombinacjami liczb i ewentualnie liter po kropce w ich nazwie.
W 1974 roku do WPK Katowice sprowadzone zostało 15 egzemplarzy wersji Ikarus 280.02, która przeznaczona była na rynek NRD.
W 1978 roku rozpoczęto do Polski import modelu Ikarus 280.11. Do napędu tej wersji zastosowano 6-cylindrowy silnik wysokoprężny Raba-MAN D2156HM6U o mocy maksymalnej 142 kW (193 KM). Jednostka napędowa zblokowana została z 5-biegową manualną skrzynią biegów Csepel ASH-75.2. W układzie jezdnym zastosowano oś przednią oraz tylną LiAZ A4 produkcji radzieckiej, oraz most napędowy MVG 018.59. Model ten eksploatowany był wyłącznie przez WPK Katowice i MZK Warszawa. W latach 1978–1979 do Warszawy dostarczono 400 sztuk tych wozów i około 300 sztuk do Katowic.
Eksploatacja podtypu „.11” ujawniła wady, utrudniające użytkowanie tego modelu przez polskich przewoźników. W wyniku ich postulatów producent opracował zmodernizowany wariant o oznaczeniu 280.26, który wyposażony został w kabinę kierowcy oraz powiększone klapy dachowe. W układzie napędowym oraz jezdnym nie wprowadzono zmian. Pierwsze egzemplarze tej wersji pojawiły się w Polsce w 1979 roku. W 1985 roku rozpoczęto stosowanie węgierskich osi przedniej oraz tylnej typu Raba MVG 832, która była lżejsza i łatwiejsza w obsłudze w stosunku do osi produkowanych w ZSRR przez przedsiębiorstwo LiAZ. Od 1989 roku w modelu tym stosowano 6-biegowe manualne skrzynie biegów Csepel-ZF 6S-90U, natomiast od 1990 roku istniała możliwość zamówienia automatycznej skrzyni biegów ZF 4HP500, ZF 5HP500 lub Voith D864.3E. Import Ikarusa 280.26 zakończony został w 1992 roku przy czym ostatnie serie z 1992 były składane w Mikołowie-Jamnie przy użyciu zregenerowanych części z kasowanych ikarusów z pierwszej serii.
W roku 1984 oraz 1986 warszawski przewoźnik zakupił łącznie 11 sztuk modelu 280.46. Wersja ta wyposażona została w 2-biegową automatyczną skrzynię biegów Praga 2M70.16 produkcji czechosłowackiej. Ze względu na wysoką awaryjność skrzyni biegów nie kontynuowano dalszych zakupów tej odmiany.
W latach 1985–1987 do przedsiębiorstw PKS trafiała wersja 280.53. Model ten dostosowany został do realizacji przewozów podmiejskich, poprzez zastosowanie zmodernizowanej 5-biegowej skrzyni biegów Csepel ASH-75.2-B6 oraz mostu napędowego MVG 118.84.
W latach 1988–1992 w zakładach remontowych MZK Warszawa przy ul. Włościańskiej i Lubelskich Zakładach Naprawy Samochodów w Lublinie zmontowano 140 Ikarusów 280.T4. Ich produkcja polegała na obcięciu tylnego pomostu autobusu 260.04, montażu przegubu i podpięcia sekcji B od kasowanego egzemplarza modelu 280, niezależnie od podtypu. Wozy tego typu były eksploatowane w Warszawie (132 sztuki), Opolu (3 sztuki) i w PKS Sokołów Podlaski (5 sztuk). W stolicy zakończono ich eksploatację w 2001 roku na fali dostaw autobusów MAN NG313 i Solaris Urbino 15. Do naszych czasów zachował się pojazd o numerze 9009 (przebudowany w 1989 roku). W Warszawie służył jako pojazd nauki jazdy. W 2002 roku został sprzedany Towarzystwu Miłośników Miasta Bydgoszczy. Obecnie stoi niesprawny na prywatnej posesji w Paterku k. Nakła nad Notecią. 
W 1990 roku do Łodzi, Warszawy i Kędzierzyna-Koźle dostarczono niewielkie partie modelu Ikarus 280.57. Do napędu tej wersji zastosowano wyposażony w turbosprężarkę silnik Raba-MAN D2156HM6UT o mocy maksymalnej 162 kW (220 KM). Jednostka napędowa zblokowana została z 6-biegową manualną skrzynią biegów ZF 6S-90U. W latach 1991–1993 prowadzona była sprzedaż modelu 280.58. Wersja ta stanowi odmianę podtypu „.57” wyposażoną w 4-biegową automatyczną skrzynię biegów ZF 4HP500 lub 5-biegową ZF 5HP500. W 1992 roku model ten przeszedł nieznaczną modernizację nadwozia poprzez zastosowanie nowego wzoru dwupłatowych drzwi i oznaczono go 280.58B.
W 1992 roku rozpoczęto sprzedaż Ikarusa 280.37. Model ten wyposażony był w turbodoładowany silnik MAN D2866TUH o mocy maksymalnej 227 kW (310 KM) lub wolnossący D2866UM01 o mocy 180 kW (244 KM). Jednostka napędowa zblokowana została 3-biegową automatyczną skrzynią biegów Voith D851.2 lub 4-biegowymi przekładniami Voith D864.3E oraz ZF 4HP500. W 1994 roku do oferty dołączył model 280.38 wyposażony w silnik MAN D2865LUH06 o mocy maksymalnej 198 kW (270 KM) współpracujący ze skrzynią ZF 4HP500. Charakterystycznym elementem autobusów serii 280 wyposażonych w silniki przedsiębiorstwa MAN są przesunięte bliżej osi przedniej drugie drzwi pojazdu oraz lustrzany układ klap bocznych w stosunku do wersji z silnikami Raba. Sprzedaż na rynku polskim modeli 280.37 i 280.38 zakończona została w 1995 roku.
W latach 1993–1997 prowadzono sprzedaż wersji 280.70 w zależności od kompletacji dodatkowo oznaczanej symbolem literowym A, B, C, D lub E. Model ten wyposażony został w zmodernizowany 6-cylindrowy silnik wysokoprężny Raba D10UTS 180, lub Raba D10UTS 184 o mocy maksymalnej 180 kW (244 KM) lub 184 kW (250 KM). Silnik Ikarusa 280.70 współpracuje z automatycznymi skrzyniami biegów Voith D863.3, ZF 4HP500 lub ZF 5HP500. Wersja warszawska z 1997 jest wyposażona w klimatyzację kabiny kierowcy.
W 1982 do miast zachodniej Polski trafiła duża partia ikarusów 280.02 przeznaczonej oryginalnie do Niemieckiej Republiki Demokratycznej, wyposażone one były w sześciobiegowe skrzynie biegów, w otwartą kabinę oraz charakteryzowały się brakiem miejsca na wózek na wprost drugich drzwi a w zamian za to to miejsce było umieszczone przy drzwiach czwartych. Jednak największym mankamentem tej wersji były prawie wszystkie nieotwierane okna.
W 1989 roku do Bydgoszczy trafiła partia 20 Ikarusów 280.33, przeznaczona pierwotnie na rynek radziecki. Ich importem zajął się Romet.
W latach dziewięćdziesiątych do Polski trafiły używane ikarusy a z nimi wersje takie jak 280.10 (PKS Gliwice; pierwotnie sprzedawana w Czechosłowacji) i 280.03 (PKS Toruń, PKS Pszczyna, PKS Wałbrzych, MZK Zielona Góra i inne; pierwotnie sprzedawana w NRD przewoźnikom regionalnym).
Według stanu na 23.09.2018 Ikarusy 280 są eksploatowane w następujących miastach:
- Kędzierzyn-Koźle (jedna sztuka)
- Radom (jedna sztuka do okazjonalnych wyjazdów)

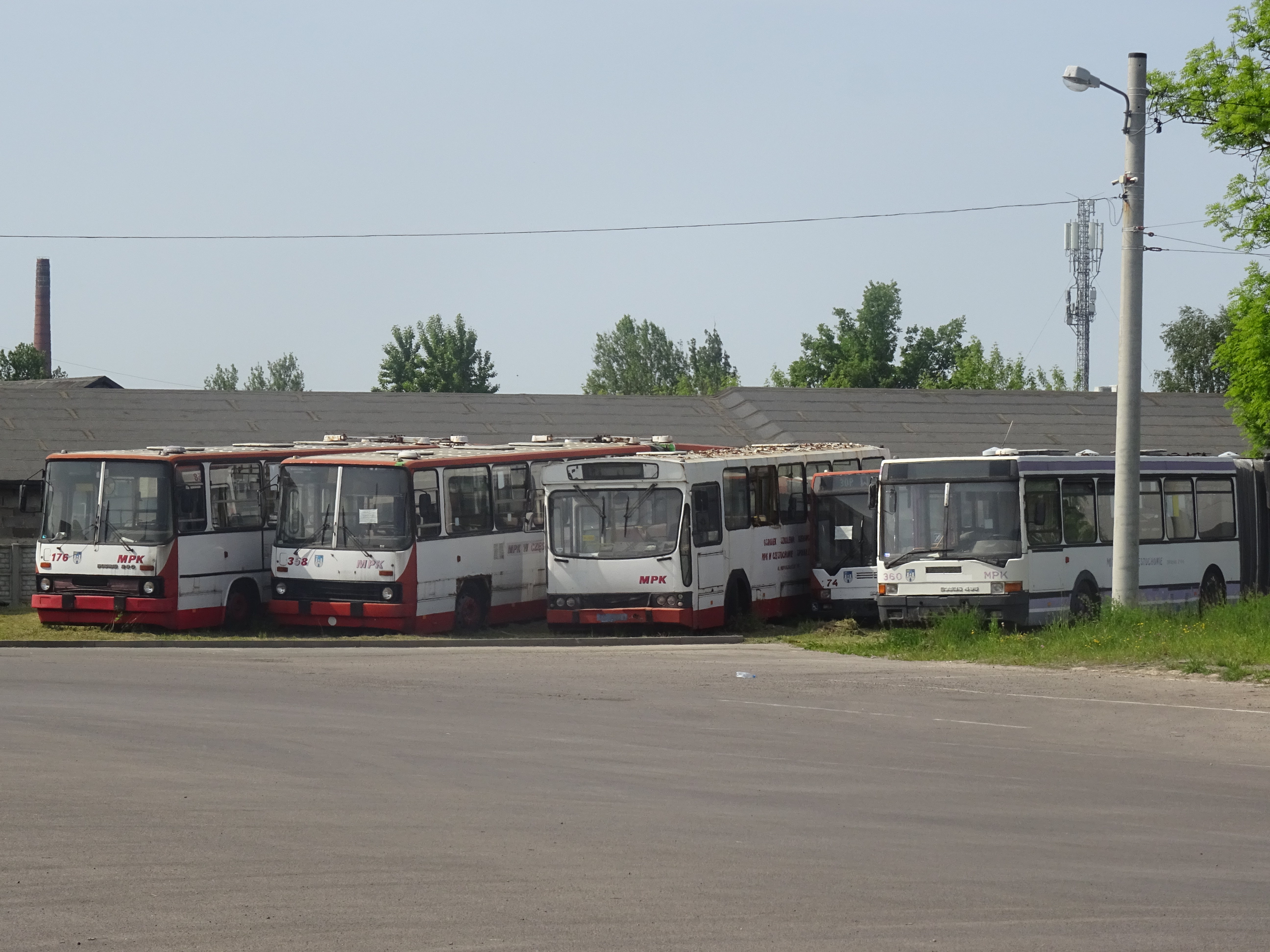
Ikarusy 280 w gronie floty zabytkowych autobusów MPK Częstochowa oczekują remontu. 28 maja 2023 roku

Oprócz tego w Polsce znajdują się następujące egzemplarze Ikarusów:
| Nazwa          | Rocznik | Numer taborowy             | Pierwotni właściciele                                                                        | Obecne miejsce postoju | Uwagi |
| -------------- | ------- | -------------------------- | -------------------------------------------------------------------------------------------- | ---------------------- | --- |
| Ikarus 280.02  | 1982    | 288                        | Miejskie Przedsiębiorstwo Komunikacyjne w Częstochowie                                       | Częstochowa            | Eksploatowany przez MPK Częstochowa jako pojazd zabytkowy w kursach okolicznościowych                      |
| Ikarus 280.03  | 1976    |                            | Przedsiębiorstwo Komunikacji Samochodowej w Toruniu                                          | Paterek                | Niesprawny, kompletny                                                                                      |
| Ikarus 280.26  | 1985    | 216                        | Miejskie Zakłady Komunikacyjne w Bydgoszczy Przedsiębiorstwo Komunikacji Miejskiej w Tychach | Paterek                | Niesprawny                                                                                                 |
| Ikarus 280.26  | 1983    | 648                        | Przedsiębiorstwo Komunikacji Miejskiej w Gliwicach                                           | Lubliniec              | Sprzedany w 2020 roku z Jaworzna do prywatnego entuzjasty spod Lublińca.                                   |
| Ikarus 280.26  | 1989    | 4387                       | Przedsiębiorstwo Komunikacji Miejskiej w Gliwicach                                           | Jaworzno               | sprawny |
| Ikarus 280.26  | 1985    | 1976                       | Miejskie Przedsiębiorstwo Komunikacyjne w Lublinie                                           | Lublin                 | Właściciel: MPK Lublin                                                                                     |
| Ikarus 280.26  | 1981    | 26017 (w MPK Lublin: 2148) | Miejskie Przedsiębiorstwo Komunikacyjne w Lublinie                                           | Motycz                 | w trakcie remontu                                                                                          |
| Ikarus 280.26  | 1989    | 700                        | Zakład Komunikacji Miejskiej w Gdańsku (w latach 2009–2018 osoba prywatna)                   | Police                 | Prywatny właściciel: Retro Bus Police                                                                      |
| Ikarus 280.26  | 1987    | 2600                       | Miejskie Zakłady Autobusowe w Warszawie                                                      | Warszawa               | Właściciel: Klub Miłośników Komunikacji Miejskiej w Warszawie                                              |
| Ikarus 280.26  | 1986    | 1545                       | Miejskie Przedsiębiorstwo Komunikacyjne w Poznaniu                                           | Poznań                 | dalej w MPK Poznań                                                                                         |
| Ikarus 280.26  | 1988    | ZV280                      | Miejskie Przedsiębiorstwo Komunikacyjne w Siedlcach                                          | Kraków                 | Właściciel: Miejskie Przedsiębiorstwo Komunikacyjne w Krakowie                                             |
| Ikarus 280.26  | 1990    | 5634                       | Przedsiębiorstwo Komunikacji Miejskiej w Gliwicach                                           | Gdynia                 | Właściciel: Kultowy-ikarus.pl                                                                              |
| Ikarus 280.26  | 1987    | 2422                       | Miejskie Zakłady Autobusowe w Warszawie                                                      | Paterek                | Niesprawny, wrasta w ziemię                                                                                |
| Ikarus 280.26  | 1986    | 142                        | Przedsiębiorstwo Komunikacji Miejskiej Sosnowiec                                             | Będzin                 | Egzemplarz muzealny w izbie tradycji PKM Sosnowiec                                                         |
| Ikarus 280.37  | 1992    | 6954                       | Miejskie Zakłady Autobusowe w Warszawie                                                      | Warszawa               | Właściciel: Miejskie Zakłady Autobusowe w Warszawie                                                        |
| Ikarus 280.70E | 1995    | 1107                       | Miejskie Przedsiębiorstwo Komunikacyjne – Łódź                                               | Koszalin               | Właściciel: Miejski Zakład Komunikacji w Koszalinie                                                        |
| Ikarus 280.70E | 1997    | 6941                       | Miejskie Zakłady Autobusowe w Warszawie                                                      | Warszawa               | Właściciel: Miejskie Zakłady Autobusowe w Warszawie                                                        |
| Ikarus 280.70E | 1997    | RV50                       | Przedsiębiorstwo Komunikacji Samochodowej w Łodzi                                            | Łódź                   | Właściciel: Czerwony-ikarus                                                                                |
| Ikarus 280.37C | 1994    | RV51                       | Miejskie Przedsiębiorstwo Komunikacyjne – Łódź                                               | Łódź                   | Właściciel: Czerwony-ikarus                                                                                |
| Ikarus 280.70E | 1995    | 5320                       | Miejskie Przedsiębiorstwo Komunikacyjne we Wrocławiu                                         | Wrocław                | Klub Sympatyków Transportu Miejskiego                                                                      |
| Ikarus 280.70E | 1997    | 5715                       | Miejskie Zakłady Autobusowe w Warszawie                                                      | Warszawa               | KMKM Warszawa                                                                                              |
| Ikarus 280.70E | 1997    | 2607                       | Miejskie Zakłady Autobusowe w Warszawie (5701)                                               | Bydgoszcz              | Właściciel prywatny (ex. BydBus)                                                                           |
| Ikarus 280.49  | 1986    | 2606                       | Budapesti Közlekedési Vállalat                                                               | Bydgoszcz              | Właściciel prywatny (ex. Bydbus)                                                                           |
| Ikarus 280.26  | 1992    | 1618                       | Przedsiębiorstwo Komunikacji Miejskiej Sosnowiec                                             | Dąbrowa Górnicza       | Właściciel: RetroIkarus (ex.BydBus)                                                                        |
| Ikarus 280.33  | 1989    | 2610                       | Miejskie Zakłady Komunikacyjne w Bydgoszczy                                                  | Bydgoszcz              | Właściciel: Bydbus, niesprawny                                                                             |
| Ikarus 280.26  | 1986    | 622                        | Miejski Zakład Komunikacji w Słupsku                                                         | Sławno                 | Właściciel: Fort Marian, eksponat                                                                          |
| Ikarus 280.26  | 1991    | 2252                       | Szczecińskie Przedsiębiorstwo Autobusowe „Dąbie”                                             | Szczecin               | w magazynach na ulicy Klonowica.                                                                           |
| Ikarus 280.26  | 1985    | 351                        | Miejskie Przedsiębiorstwo Komunikacyjne w Częstochowie                                       | Białystok              | Właściciel: KMKM Białystok                                                                                 |
| Ikarus 280.70E | 1995    | 1553                       | Miejskie Przedsiębiorstwo Komunikacyjne – Łódź                                               | Łódź                   | Właściciel: Czerwony Ikarus                                                                                |
| Ikarus 280.70  | 1997    | 2851                       | Miejskie Zakłady Autobusowe w Warszawie                                                      | Bydgoszcz              | Właściciel prywatny (Ikarus&Mercedes), po remoncie malowanie bydgoskie z 1995 r.                           |
| Ikarus 280.26  | 1990    | 26124                      | Przedsiębiorstwo Komunikacji Miejskiej w Gliwicach                                           | Warszawa               | Właściciel: Warbus                                                                                         |
| Ikarus 280.70E | 1997    | 224                        | Miejskie Przedsiębiorstwo Komunikacji w Kielcach                                             | Wrocław                | Klub Sympatyków Transportu Miejskiego                                                                      |
| Ikarus 280.70E | 1997    | 228                        | Miejskie Przedsiębiorstwo Komunikacji w Kielcach                                             | Paterek                | Właściciel prywatny                                                                                        |
| Ikarus 280.70E | 1997    | 234                        | Miejskie Przedsiębiorstwo Komunikacji w Kielcach                                             | Kielce                 | Przekazany do tamtejszego klubu miłośników komunikacji.                                                    |
| Ikarus 280.26  | 1989    | EL 3258F                   | Miejskie Przedsiębiorstwo Komunikacyjne – Łódź                                               | Łódź                   | Figlobus fundacji Happy Kids (zabudowany przez MPK Łódź)                                                   |
| Ikarus 280.26  | 1989    | 34260                      | Miejskie Przedsiębiorstwo Komunikacyjne w Krakowie                                           | Kraków                 | Właściciel: Miejskie Przedsiębiorstwo Komunikacyjne w Krakowie                                             |
| Ikarus 280.17  | 1990    | HB 52-98                   | Wojsko Węgierskie                                                                            | Wrocław                | Klub Sympatyków Transportu Miejskiego                                                                      |
| Ikarus 280.57  | 1991    | 313                        | Miejski Zakład Komunikacji w Kędzierzynie-Koźlu                                              | Warszawa               | Sprzedany z Otrębus w 2020 r.                                                                              |
| Ikarus 280.70H | 1995    | WP 0841A                   | Komunikacja Miejska Płock                                                                    | Paterek                | Właściciel prywatny                                                                                        |
| Ikarus 280.57  | 1991    | 312                        | Miejski Zakład Komunikacji w Kędzierzynie-Koźlu                                              | Kędzierzyn-Koźle       | Liniowy |
| Ikarus 280.58  | 1991    | 358                        | Miejskie Przedsiębiorstwo Komunikacyjne w Częstochowie                                       | Częstochowa            | Oczekuje remontu                                                                                           |
| Ikarus 280.70E | 1997    | 176                        | Miejskie Przedsiębiorstwo Komunikacyjne w Częstochowie                                       | Częstochowa            | Oczekuje remontu                                                                                           |
| Ikarus 280.33  | 1987    | BHK-482                    | Volánbusz                                                                                    | Łódź                   | Kupiony w lutym 2020 r.                                                                                    |
| Ikarus 280.02  | 1988    | CLD-991                    | Volánbusz                                                                                    | Warszawa               | Kupiony w lutym 2020 r.                                                                                    |
| Ikarus 280.49  | 1993    | BPO-808/152                | BKV                                                                                          | Zielona Góra           | Kupiony i sprowadzony z Węgier, Numer Taborowy w BKV: BPO-808, Numer Taborowy u obecnego właściciela: 152. |

## Ikarusy na świecie
280.00
- Lata produkcji 1973–1986
- Silnik Raba D2156HM6U
- Skrzynia biegów Praga 2M70.16
- Układ drzwi 2-2-2-2 harmonia później płaty
- Miejsca 35/112
- Kraj Węgry, Budapeszt

280.01
- Lata produkcji 1975–1984 (ZSRR) 1978 (Chiny)
- Silnik Raba D2156HM6U

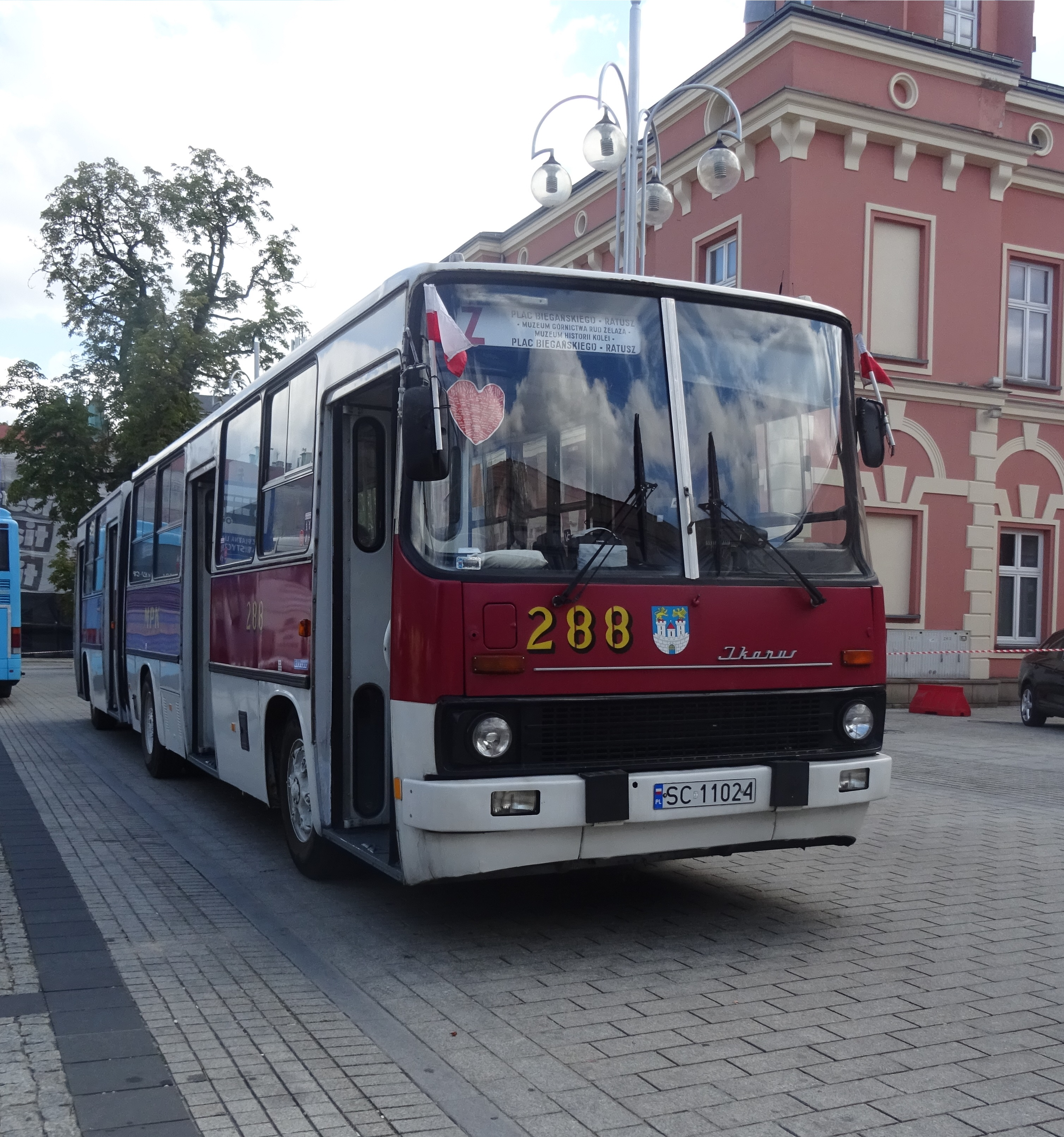
Ikarus 280.02 z Częstochowy

- Skrzynia biegów Csepel ASH75.2-A8
- Układ drzwi 2-2-2-2 harmonia
- Układ okien Do 1980 r. co drugie okno przesuwne w 1/3 jego części, następnie wszystkie poza ostatnim z lewej strony przesuwne w 1/2 okna
- Miejsca 37/109
- Kraj ZSRR, Chiny

280.02
- Lata produkcji 1974–1990
- Silnik Raba D2156HM6U
- Skrzynia biegów Csepel ASH75.2-A8 (do 1978 r.) ZF S6-90U (od 1979 r.)
- Układ drzwi 2-2-2-2 harmonia
- Układ okien Pełne okna poza 3 i ostatnim z lewej strony które przesuwane są w 1/2 ich części (lata 80.), 1/4 (lata 70.).
- Miejsca 37/109
- Kraj NRD, Polska (1982)

280.03 i 280.03HM

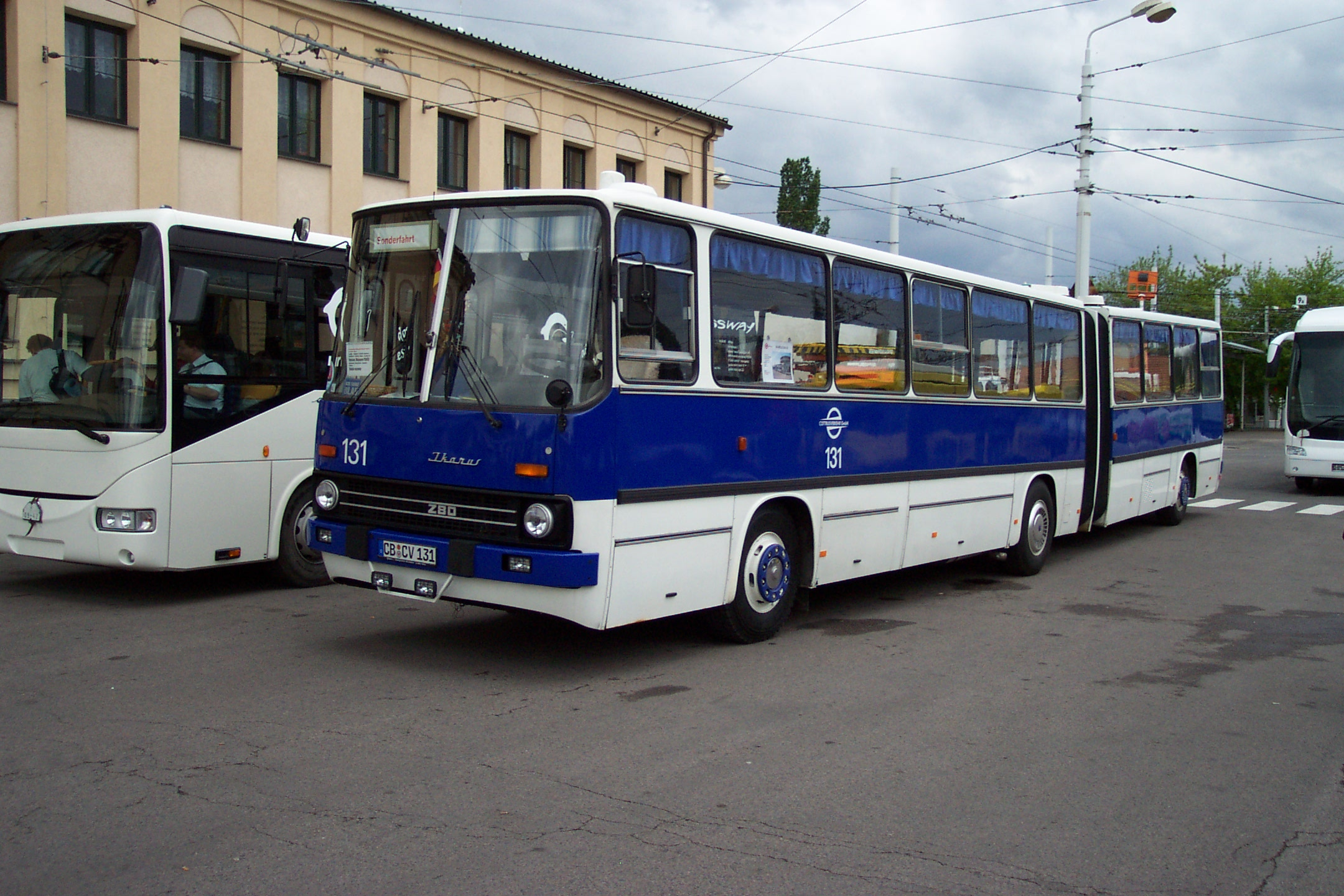
Ikarus 280.03 z Chociebuża

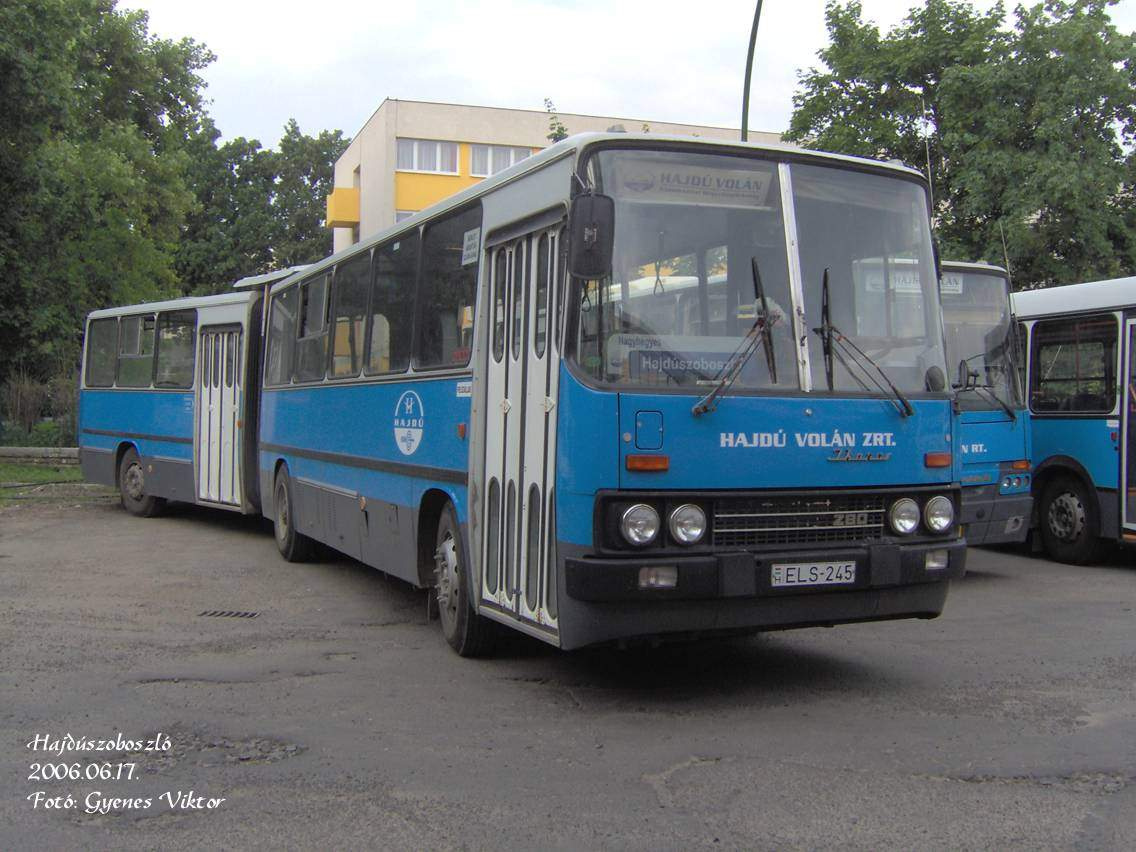
Ikarus 280.03 z Debreczynu

- Lata produkcji 1974–1990, (1977 – 280.03HM)
- Silnik Raba D2156HM6U
- Skrzynia biegów Csepel ASH75.2-A8 (do 1978 r.) ZF S6-90U (od 1979 r.) Csepel ASH75.2-A2.B2.C1.D3.E2 (280.03HM)
- Układ drzwi 2-0-2-0 harmonia
- Układ okien Pełne okna poza 3 i ostatnim z lewej strony, które przesuwane są w 1/2 ich części (280.03) Co drugie okno przesuwne w 1/3 jego części (280.03HM)
- Miejsca 56/60
- Kraj NRD, Departament Bezpieczeństwa Węgier (280.03HM)

280.04
- Lata produkcji 1974–1987
- Silnik Raba D2156HM6U
- Skrzynia biegów Csepel ASH75.2-A2.B2.C1.D3.E2 (do 1977 r.) ZF S6-90U (od 1978 r.)
- Układ drzwi 2-2-2-2 harmonia

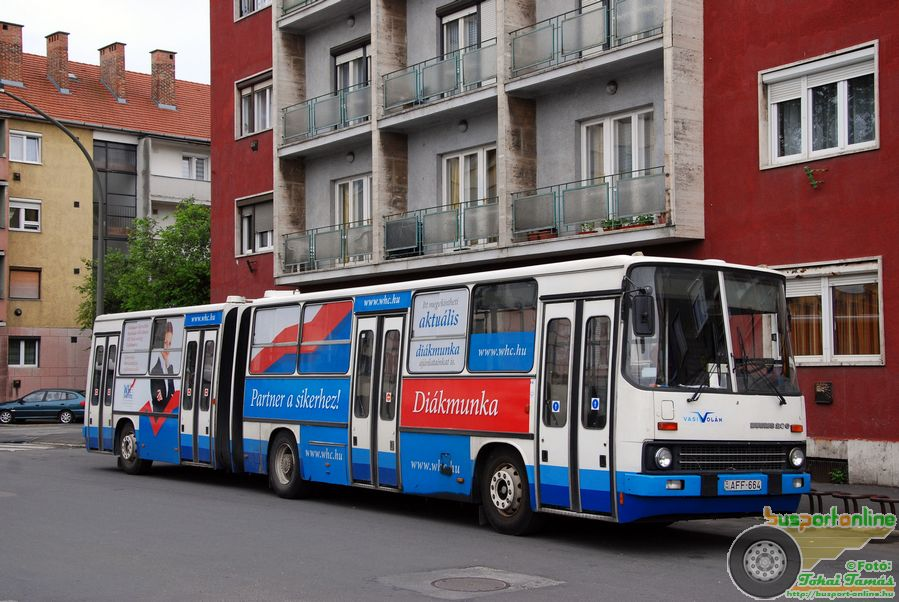
Ikarus 280.06 z Szombathely

- Układ okien Przesuwne w 1/3 ich części, ostatnie z lewej strony pełne
- Miejsca 37/110
- Kraj Bułgaria (ok. 1500szt).

280.05
- Lata produkcji 1974–1978
- Silnik Raba D2156HM6U
- Skrzynia biegów Csepel ASH75.2-A8
- Układ drzwi 2-2-2-2 harmonia
- Układ okien Przesuwne w 1/3 ich części. Ostatnie z lewej strony pełne
- Miejsca 35/111
- Kraj Rumunia (ok. 940szt).

280.06
- Lata produkcji 1974–1989
- Silnik Raba D2156HM6U
- Skrzynia biegów Praga 2M70.03
- Układ drzwi 2-2-2-2 harmonia (do 1984 r.) płaty (od 1984 r.)
- Układ okien Przesuwne w 1/3 ich części. 2 i 5 z prawej strony oraz ostatnie z lewej pełne (do 1976 r.) Przesuwne w 1/2 ich części poza ostatnim z lewej (od 1977 r.) Przesuwne w 1/2 części (od 1985 r.)
- Miejsca 34/112
- Kraj Węgry

280.07
- Lata produkcji ?–1977
- Silnik Raba D2156HM6U
- Skrzynia biegów Csepel ASH75.2-A2.B2.C1.D3.E2
- Układ drzwi 2-2-2-2 harmonia
- Układ okien Przesuwne w 1/2 części (od 1985 r.)
- Miejsca 35/132
- Kraj Tunezja (53szt.)

280.08
- Lata produkcji 1975–1990

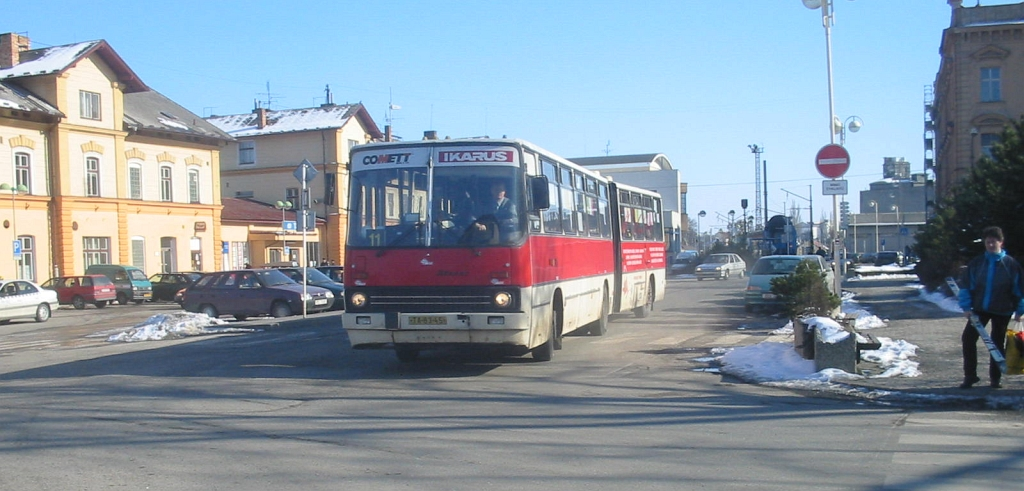
Ikarus 280.08A z Taboru.

- Silnik Raba D2156HM6U (do 1977 r.) Raba D2356HM6U (od 1978 r.) Raba D2156MT6U (od 1988 r.)
- Skrzynia biegów Csepel ASH75.2-A2.B2 (do 1977 r.) ZF S6-90U (od 1978 r.)
- Układ drzwi 2-2-2-2 harmonia
- Układ okien Przesuwne w 1/3 ich części. 2 i 5 z prawej strony oraz ostatnie z lewej pełne
- Miejsca 37/109
- Kraj Czechosłowacja

280.08A
- Lata produkcji 1985–1990
- Silnik Raba D2156HM6U (do 1988 r.) Raba D2156MT6UT (od 1989 r.)
- Skrzynia biegów Praga 2M70 (do 1988 r.) ZF S6-90U-734.5 (od 1989 r.)
- Układ drzwi 2-2-2-2 harmonia
- Układ okien Przesuwne w 1/3 ich części. 2 i 5 z prawej strony oraz ostatnie z lewej pełne
- Miejsca 37/109
- Kraj Czechosłowacja

280.09
- Lata produkcji 1974
- Silnik Raba D2156HM6U
- Skrzynia biegów Csepel ASH75.8
- Układ drzwi 2-2-2-2 harmonia
- Układ okien Przesuwne w 1/2 ich części
- Miejsca 34/
- Kraj Peru (51szt.)

280.10
- Lata produkcji 1974–1990
- Silnik Raba D2156HM6U (do 1977 r.) Raba D2356HM6U (od 1978 r.) Raba D2156MT6U (od 1988 r.)
- Skrzynia biegów Csepel ASH75.2-A2.B4 (do 1977 r.) ZF S6-90U-734.3 (od 1978 r.)
- Układ drzwi 2-0-2-0 harmonia
- Układ okien Przesuwne w 1/3 ich części poza ostatnim z lewej strony
- Miejsca 57/59
- Kraj Czechosłowacja

280.10A
- Lata produkcji 1985–1990
- Silnik Raba D2356HM6U (do 1987 r.) Raba D2356MT6U (od 1988 r.) Raba D2356HM6UT (od 1989 r.)
- Skrzynia biegów ZF S6-90U-734.3 (do 1988 r.) ZF S6-90U-734.4 (od 1989 r.)
- Układ drzwi 2-0-2-0 harmonia
- Układ okien Przesuwne w 1/3 ich części poza ostatnim z lewej strony
- Miejsca 57/59
- Kraj Czechosłowacja

280.11
- Lata produkcji 1978–1979
- Silnik Raba D2156HM6U
- Skrzynia biegów Csepel ASH75.2-A8
- Układ drzwi 2-2-2-2 harmonia
- Układ okien Przesuwne w 1/2 ich części poza 2 i 5 z prawej strony
- Miejsca 35/106
- Kraj Polska (ok. 700szt).

280.12
- Lata produkcji: 1984
- Silnik Raba D2356HM6U
- Skrzynia biegów Praga 2M70.18
- Układ drzwi 2-2-2-2 harmonia i płaty (prototyp z Brna)
- Układ okien Przesuwne w 1/3 ich części poza 2 i 5 z prawej strony i ostatnim z lewej.
- Miejsca 37/103
- Kraj Czechosłowacja

280.13
- Lata produkcji 1975
- Silnik Raba D2156HM6U
- Skrzynia biegów Csepel ASH75.2-A8
- Układ drzwi 2-2-2-0 harmonia
- Układ okien Przesuwne w 1/2 ich części.
- Miejsca 43/72
- Kraj Wenezuela (10szt.)

280.14
- Lata produkcji 1975
- Silnik Raba D2156HM6U
- Skrzynia biegów Csepel ASH75.2-A8
- Układ drzwi 2-2-2-0 harmonia
- Układ okien Przesuwne w 1/2 ich części.
- Miejsca 55/50
- Kraj Wenezuela (10szt.)

280.15
- Lata produkcji 1975–1990
- Silnik Raba D2156HM6U
- Skrzynia biegów Csepel ASH75.2-A8 (do 1984 r.) Praga 2M70.16 (od 1985 r.)
- Układ drzwi 2-2-2-2 harmonia (do 1985 r.) płaty (od 1986 r.)
- Układ okien Przesuwne w 1/3 ich części poza 2 i 5 z prawej strony i ostatnim z lewej (do 1976 r.) Przesuwne w 1/2 ich części poza ostatnim z lewej (do 1984 r.) Przesuwne w 1/2 ich części (od 1985 r.)
- Miejsca 35/112
- Kraj Węgry – Miszkolc

280.16
- Lata produkcji 1977
- Silnik Raba D2156HM6U
- Skrzynia biegów Praga 2M70.03
- Układ drzwi 2-0-2-2 harmonia
- Układ okien Przesuwne w 1/2 ich części poza ostatnim z lewej.
- Miejsca 50/67
- Kraj Węgry (75szt.)

280.17

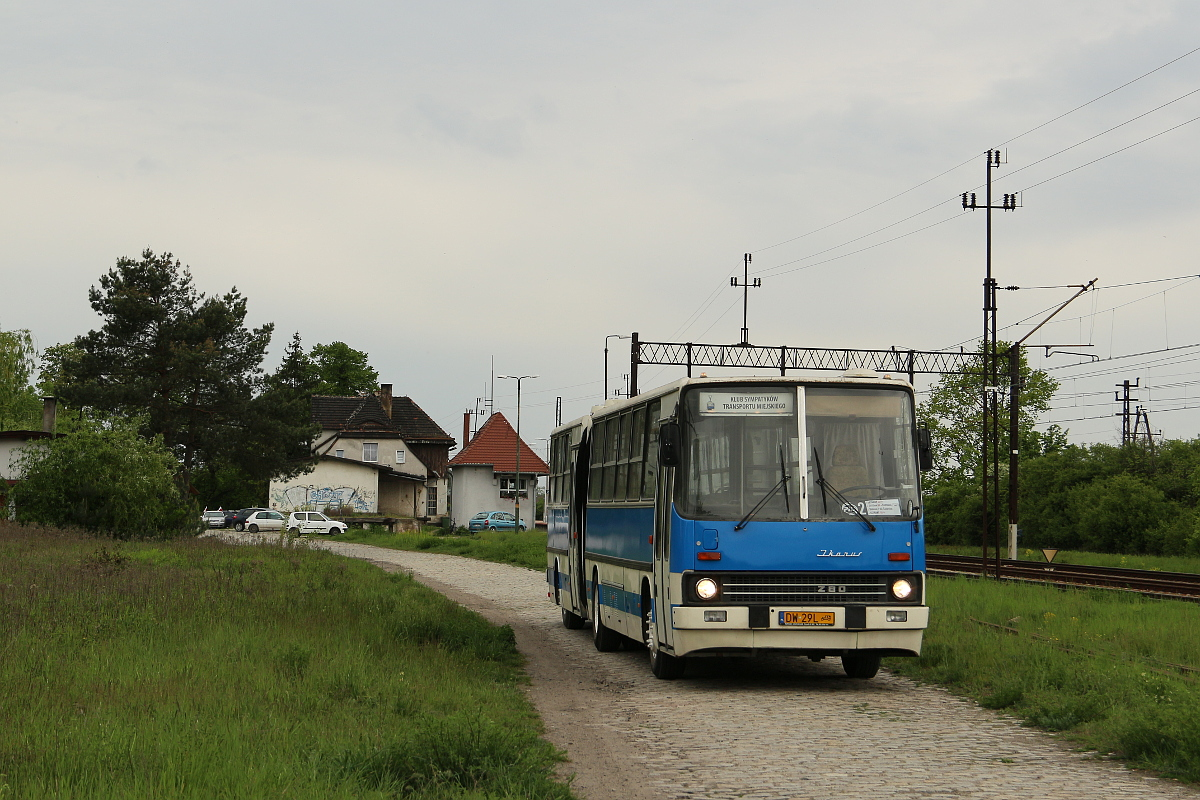
Ikarus 280.17 w wersji dwudrzwiowej.

- Lata produkcji 1976–1977 (Tunezja) 1976–1990 (Węgry)
- Silnik Raba D2156HM6U
- Skrzynia biegów Csepel ASH75.2-A8.B4.C1.D3.E2 (do 1984 r.) ZF S6-90U-001.1 (od 1985 r.)
- Układ drzwi 2-0-2-0 harmonia (Tunezja) 2-0-2-2 harmonia (do 1984 r.) płaty (od 1985 r.)
- Układ okien Przesuwne w 1/2 ich części (Tunezja) Przesuwne w 1/2 ich części poza ostatnim z lewej strony (Węgry)
- Miejsca 60/79 (Tunezja) 52/62 (Węgry)
- Kraj Tunezja (33szt.),  Węgry

280.18
- Lata produkcji 1978
- Silnik Raba D2356HM6U
- Skrzynia biegów GM3-80 (Lvov-3 19.17)
- Układ drzwi 2-2-2-2 harmonia
- Układ okien Przesuwne w 1/2 ich części.
- Miejsca 37/109
- Kraj ZSRR

280.19A i 280.19B
- Lata produkcji ?
- Silnik Raba D2156HM6U
- Skrzynia biegów Csepel ASH75.2
- Układ drzwi 2-2-2-2 harmonia
- Układ okien Co drugie okno przesuwne w 1/2 ich części (280.19A) Co drugie okno przesuwne w 1/2 ich części poza ostatnim z lewej strony (280.19B)
- Miejsca 37/109
- KrajChiny

280.20
- Lata produkcji 1980
- Silnik Raba D2156HMXU
- Skrzynia biegów Csepel ASH75.2-A8.B4.C1.D3.E2
- Układ drzwi 2-0-2-0 harmonia
- Układ okien Przesuwne w 1/2 ich części poza ostatnim z lewej strony.
- Miejsca 60/79
- Kraj Tunezja (33szt.)

280.26
- Lata produkcji 1980–1991
- Silnik Raba D2156HM6U
- Skrzynia biegów Csepel ASH75.2 (1990: Csepel-ZF 6S-90, ZF 4HP500 i 2 sztuki Voith D851.2)
- Układ drzwi 2-2-2-2 harmonia
- Układ okien Przesuwne w 1/2 ich części poza ostatnim z lewej strony.
- Miejsca 35/115
- Kraj Polska

280.33
- Lata produkcji: 1977–1994
- Silnik: Raba D2156HM6U
- Skrzynia biegów: Csepel ASH-75.2
- Układ drzwi: 2-2-2-2 (harmonia)
- Układ okien: przesuwne 1/2
- Miejsca: 37/109
- Kraje: ZSRR, Rosja, Mołdawia, Bułgaria, Polska – Bydgoszcz

280.37
- Lata produkcji: 1992–1993
- Silnik: MAN D2866UM01 (pierwsza seria MAN D2866TUH/001)
- Skrzynia biegów: ZF 5HP500
- Układ drzwi: 2-2-2-2
- Układ okien: przesuwne 1/2
- Miejsca: 35/115
- Kraje: Polska (pierwsza seria: 12 sztuk (10 - Łódź, 2 - Warszawa), 38 sztuk (Warszawa, 6 - Bielsko Biała, 1 - Olsztyn)

280.37A
- Lata produkcji: 1992–1993
- Silnik: MAN D2866UM01
- Skrzynia biegów: ZF 4HP590
- Układ drzwi: 2-2-2-2
- Układ okien: przesuwne 1/2 (co drugie otwierane z lewej strony)
- Miejsca: 35/115
- Kraje: Polska (23 sztuki (Warszawa, 2 Zielona Góra))

280.37B
- Lata produkcji: 1994
- Silnik: MAN D2866UM01
- Skrzynia biegów: ZF 4HP500
- Układ drzwi: 2-2-2-2
- Układ okien: przesuwne 1/2 (naprzeciw drugich i trzecich drzwi nieotwierane)
- Miejsca: 35/115
- Kraje: Polska (15 sztuk, (10 - Bielsko Biała, 5 - Warszawa))

280.37C
- Lata produkcji: 1993–1994
- Silnik: MAN D2866UM01
- Skrzynia biegów: Voith D851.2
- Układ drzwi: 2-2-2-2
- Układ okien: przesuwne 1/2
- Miejsca: 35/115
- Kraje: Polska (20 sztuk)

280.37D
- Lata produkcji: 1994
- Silnik: MAN D2866UM01
- Skrzynia biegów: Voith D851.2
- Układ drzwi: 2-2-2-2
- Układ okien: przesuwne 1/2 (co drugie z lewej otwierane)
- Miejsca: 35/115
- Kraje: Polska (15 sztuk (Warszawa))

280.38A
- Lata produkcji: 1994–1995
- Silnik: MAN D2865LUH5
- Skrzynia biegów: ZF 5H500
- Układ drzwi: 2-2-2-2
- Układ okien: przesuwne 1/2
- Miejsca: 34/115
- Kraje: Polska (5 sztuk (4 x Warszawa, 1 x Katowice))

280.46
- Lata produkcji: 1984–1986
- Silnik: Raba D2156HM6U
- Skrzynia biegów: Praga 2M70
- Układ drzwi: 2-2-2-2
- Układ okien: przesuwne 1/2
- Miejsca: 35/115
- Kraje: Polska (11 sztuk (Warszawa))

280.54
- Lata produkcji: 1987
- Silnik: Raba D2356HM6U
- Skrzynia biegów: Csepel S6-90
- Układ drzwi: 2-0-2-2
- Układ okien: przesuwne 1/2
- Miejsca: 52/60
- Kraje: Węgry (ok. 70 sztuk)

280.54A
- Lata produkcji: 1989
- Silnik: Raba D2156HM6UT
- Skrzynia biegów: Csepel S6-90
- Układ drzwi: 2-0-2-2
- Układ okien: przesuwne 1/2
- Miejsca: 52-60
- Kraje: Węgry

280.57
- Lata produkcji: 1990–1991
- Silnik: Raba D2156HM6UT
- Skrzynia biegów: Csepel S6-90
- Układ drzwi: 4-4-4-4
- Układ okien: przesuwne 1/2
- Miejsca: 35/115
- Kraje: Polska (11 sztuk (w tym: w 1990 roku 9 sztuk (6 Warszawa i 3 Łódź) i 2 sztuki w 1991 dla Kędzierzyna Koźla))

280.58
- Lata produkcji: 1991
- Silnik: Raba D2156HM6UT
- Skrzynia biegów: ZF 4HP500
- Układ drzwi: 4-4-4-4
- Układ okien: przesuwne 1/2
- Miejsca: 35/115
- Kraje: Polska (39 sztuk w miastach Częstochowa, Gdańsk, Katowice, Łódź i Warszawa)

280.58B
- Lata produkcji: 1992–1993
- Silnik: Raba D2156HM6UT
- Skrzynia biegów: ZF 5HP500
- Układ drzwi: 2-2-2-2
- Układ okien: przesuwne 1/2
- Miejsca: 35/115
- Kraje: Polska (11 sztuk (1992 – Gdańsk i Gdynia. 1993 – Wałbrzych, 3 sztuki)

280.70E
- Lata produkcji: 1993–1997[4]
- Silnik: Raba D10UTSLL 180
- Skrzynia biegów: ZF 4HP590
- Układ drzwi: 2-2-2-2 (dwupłatowe)
- Układ okien: przesuwne 1/2
- Miejsca: 29/116
- Kraje: Polska

## Galeria

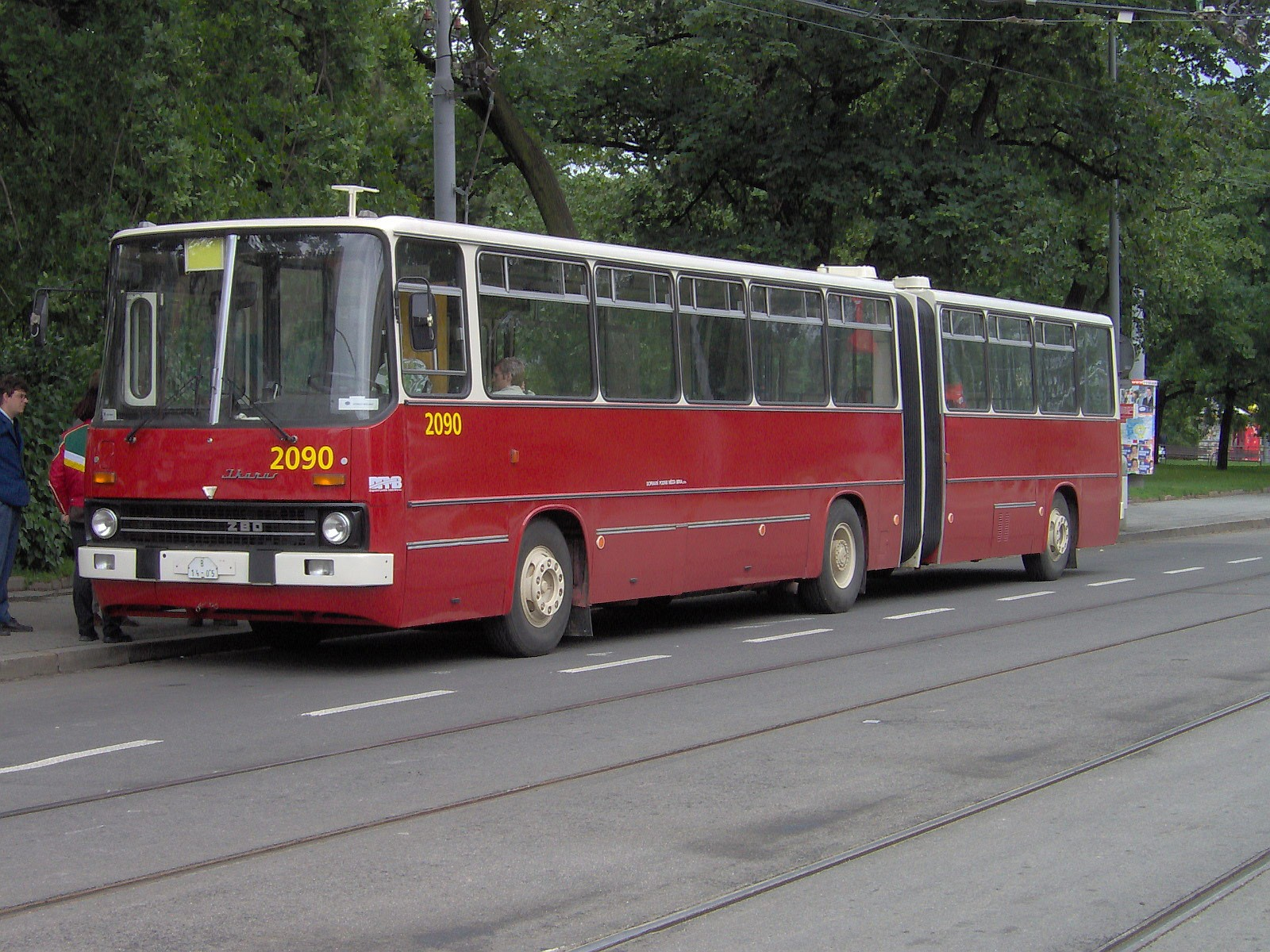
Ikarus 280.08 w Brnie
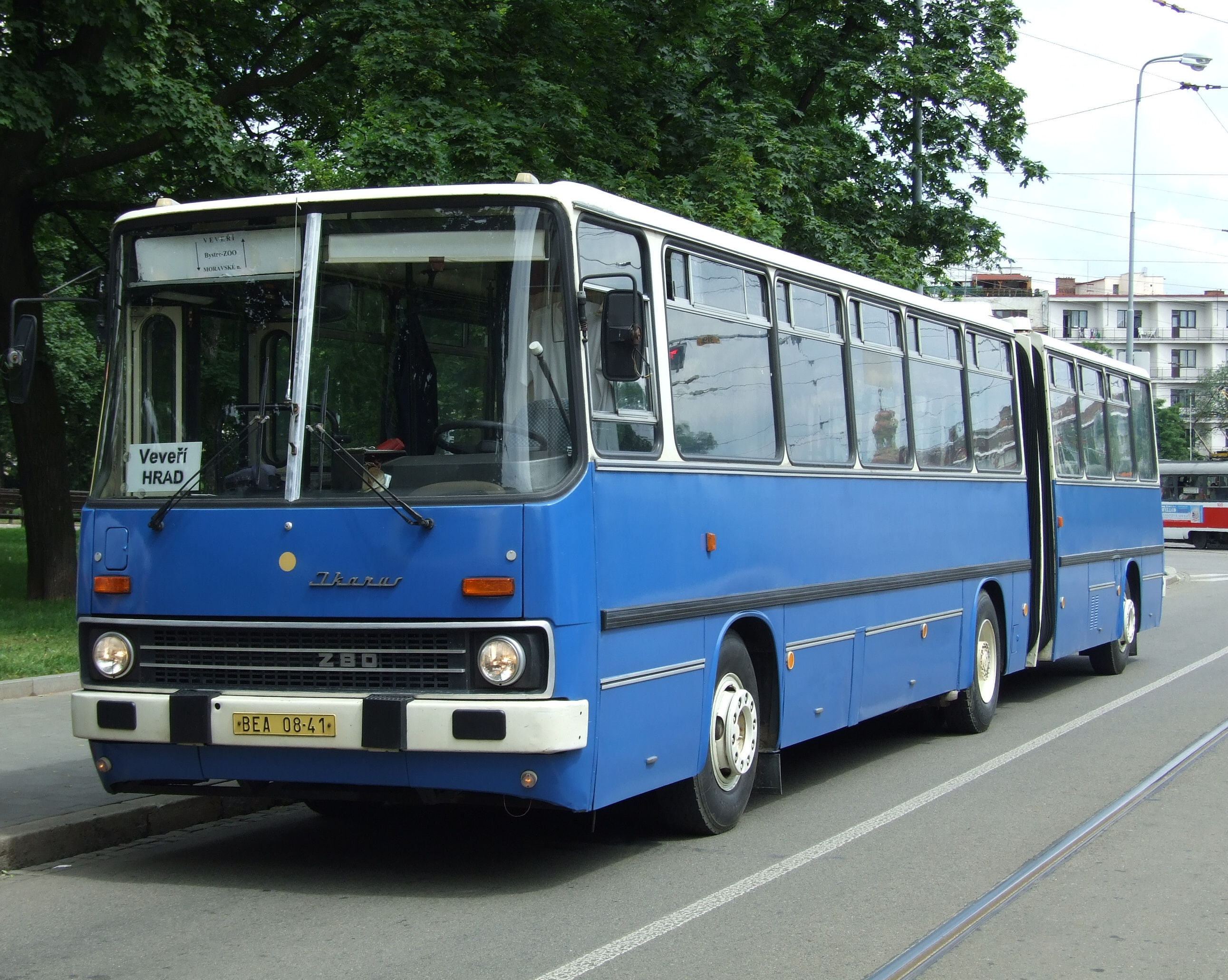
Ikarus 280.10 w Brnie
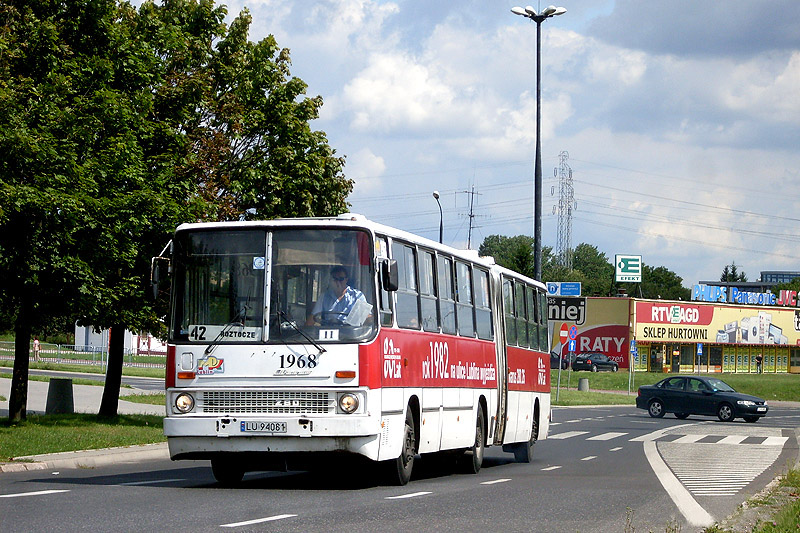
Ikarus 280.26 w Lublinie
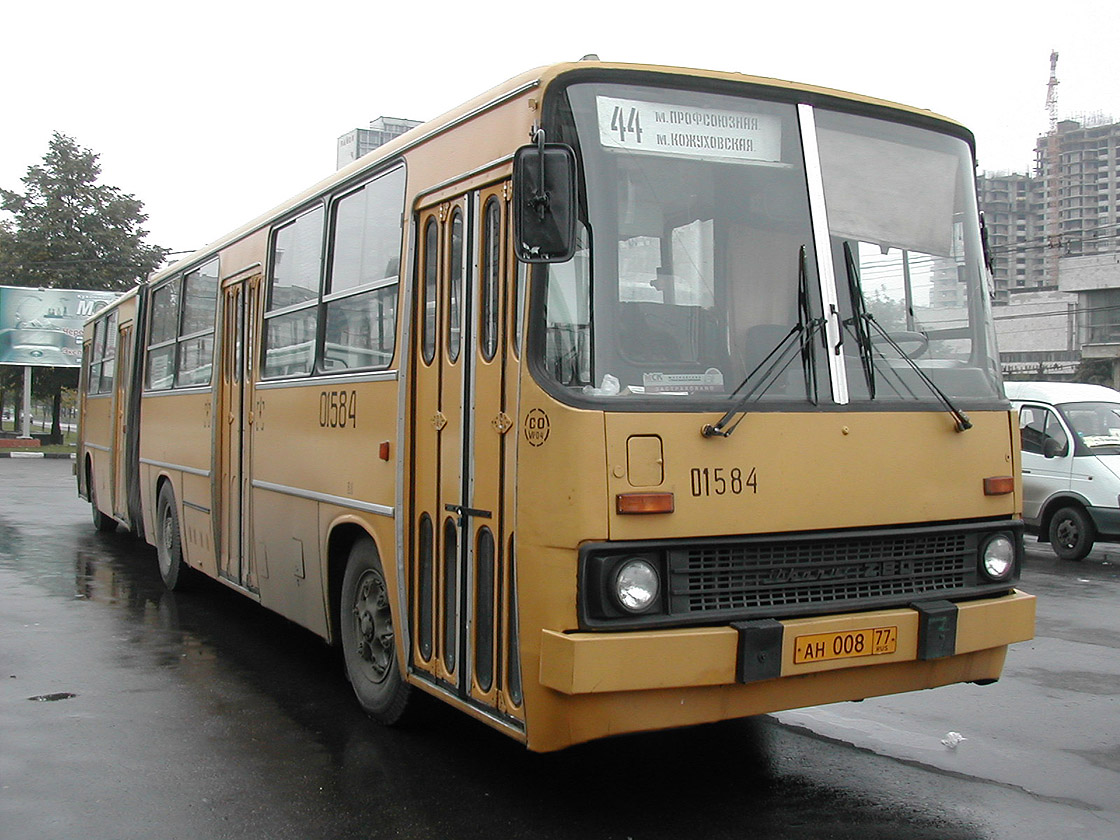
Ikarus 280.33 w Moskwie
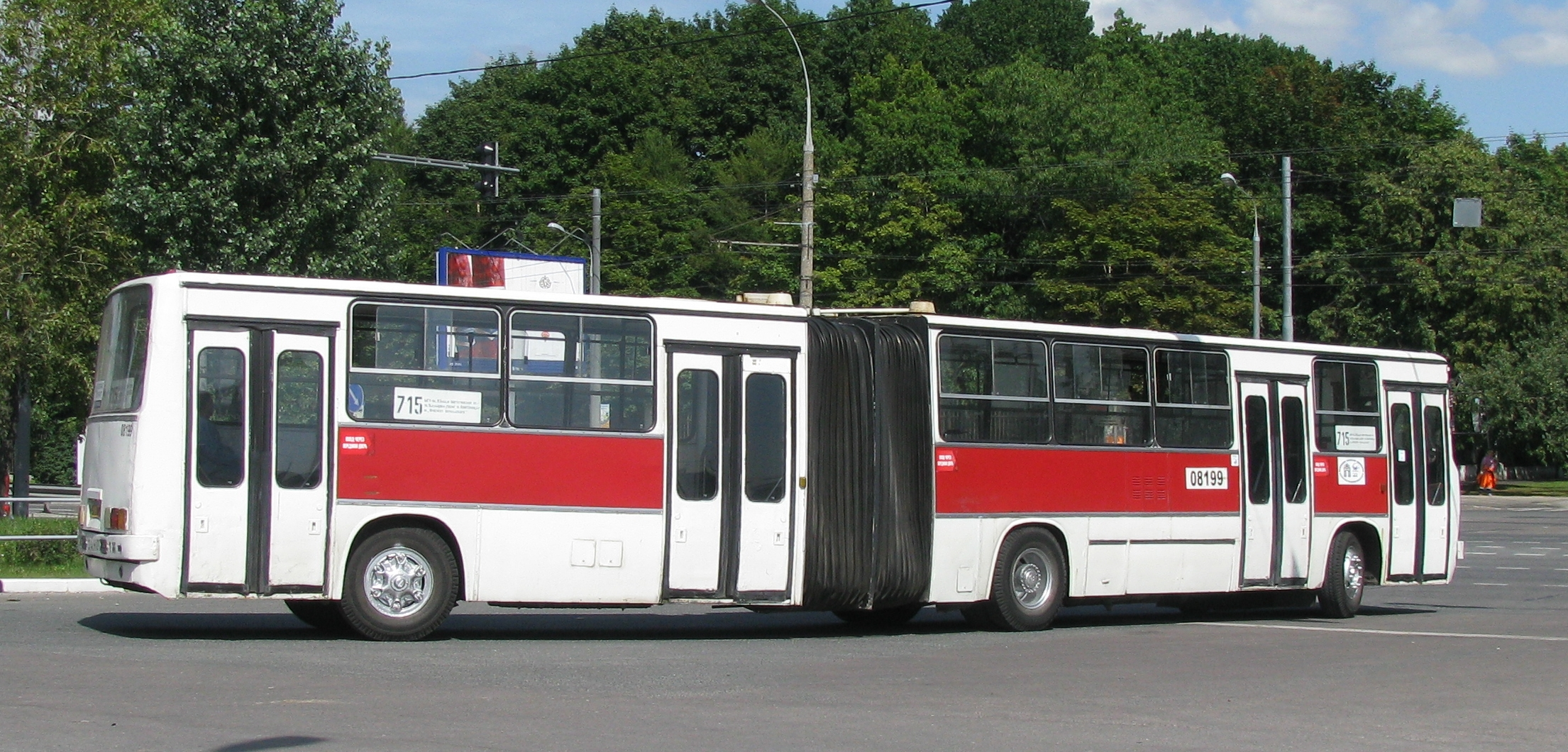
Ikarus 280.33C w Moskwie
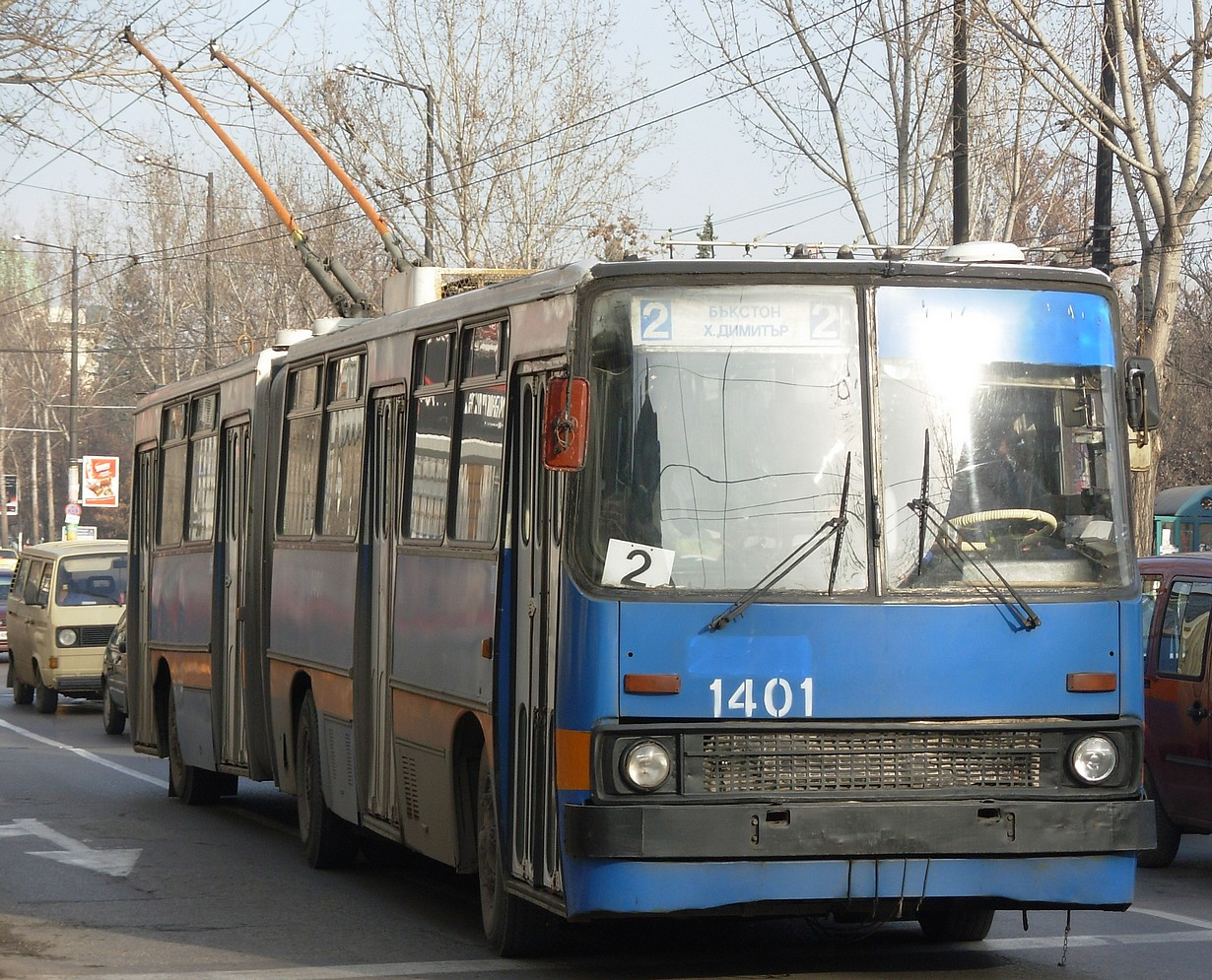
Ikarus 280 T w Sofii
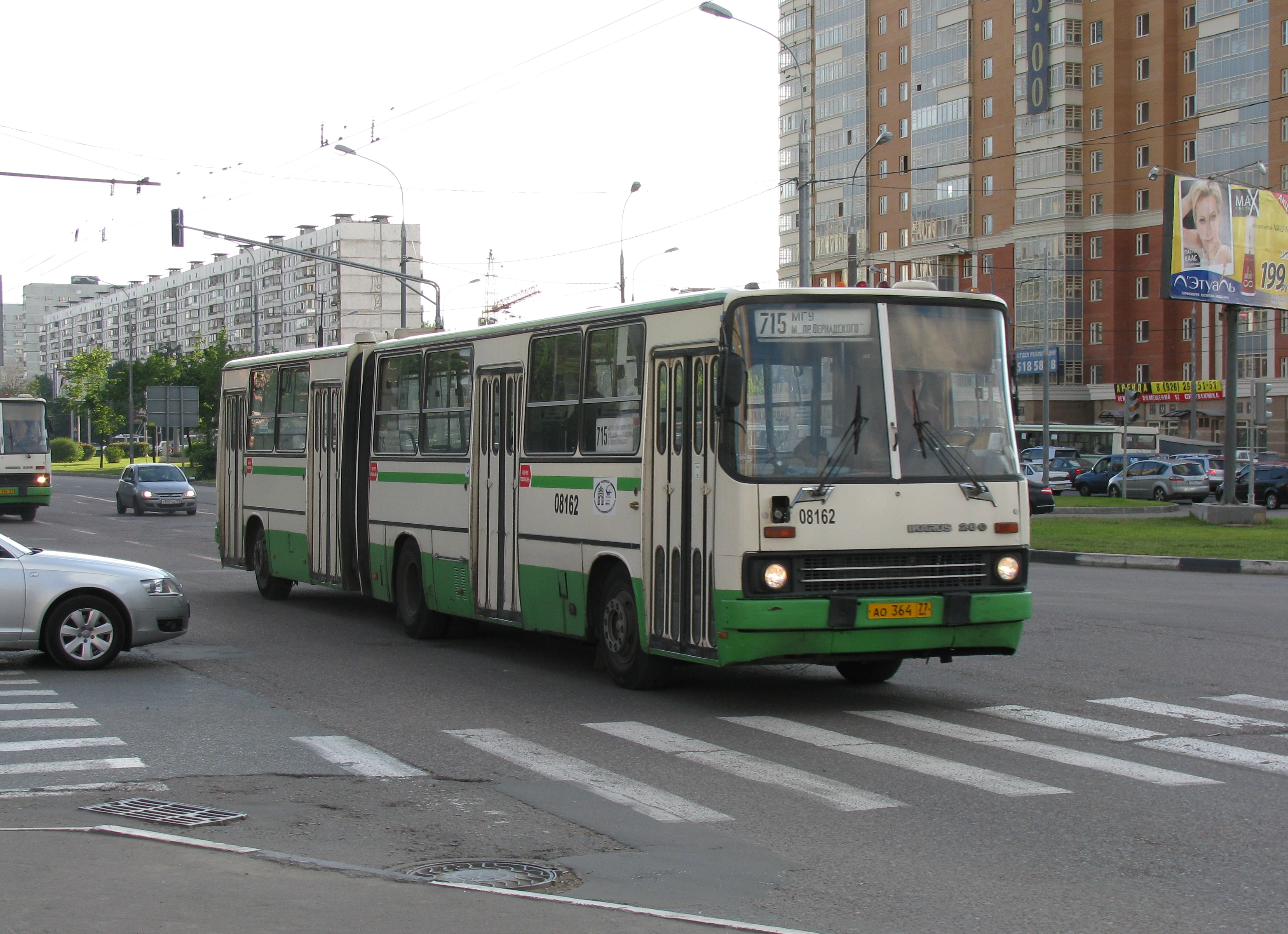
Ikarus 280.33M w Moskwie
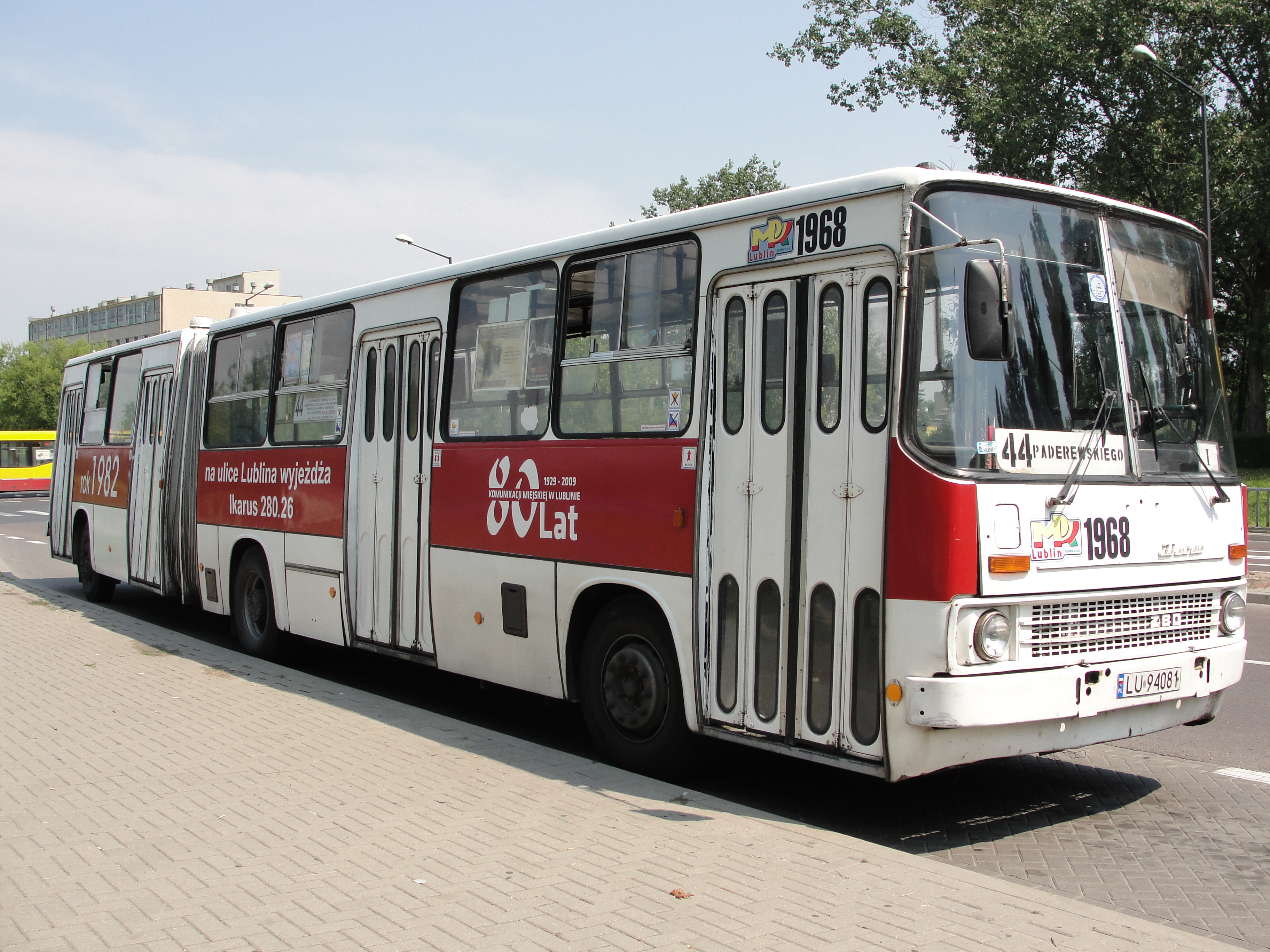
Ikarus 280.26 w Lublinie
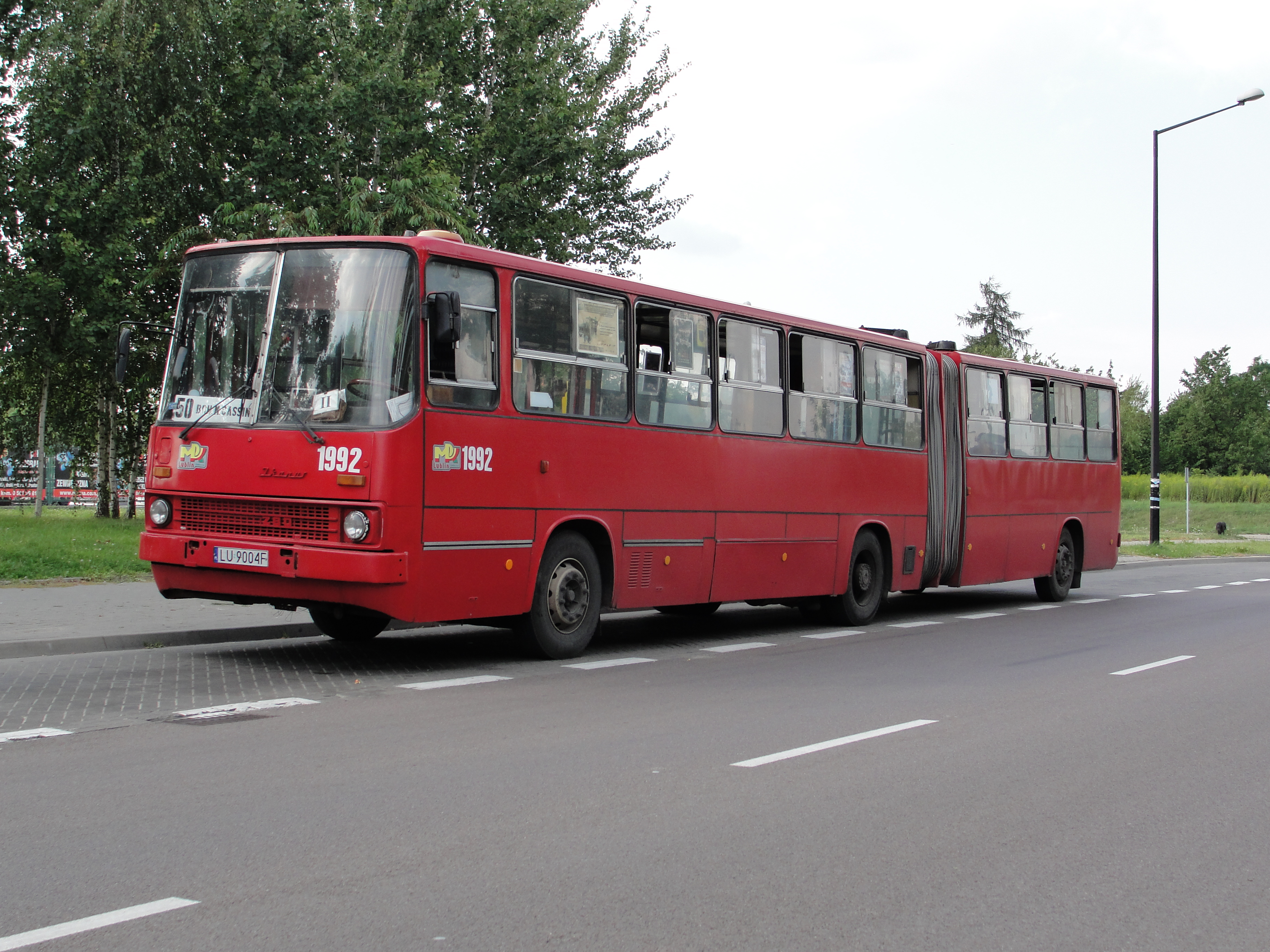
Ikarus 280.26 w Lublinie
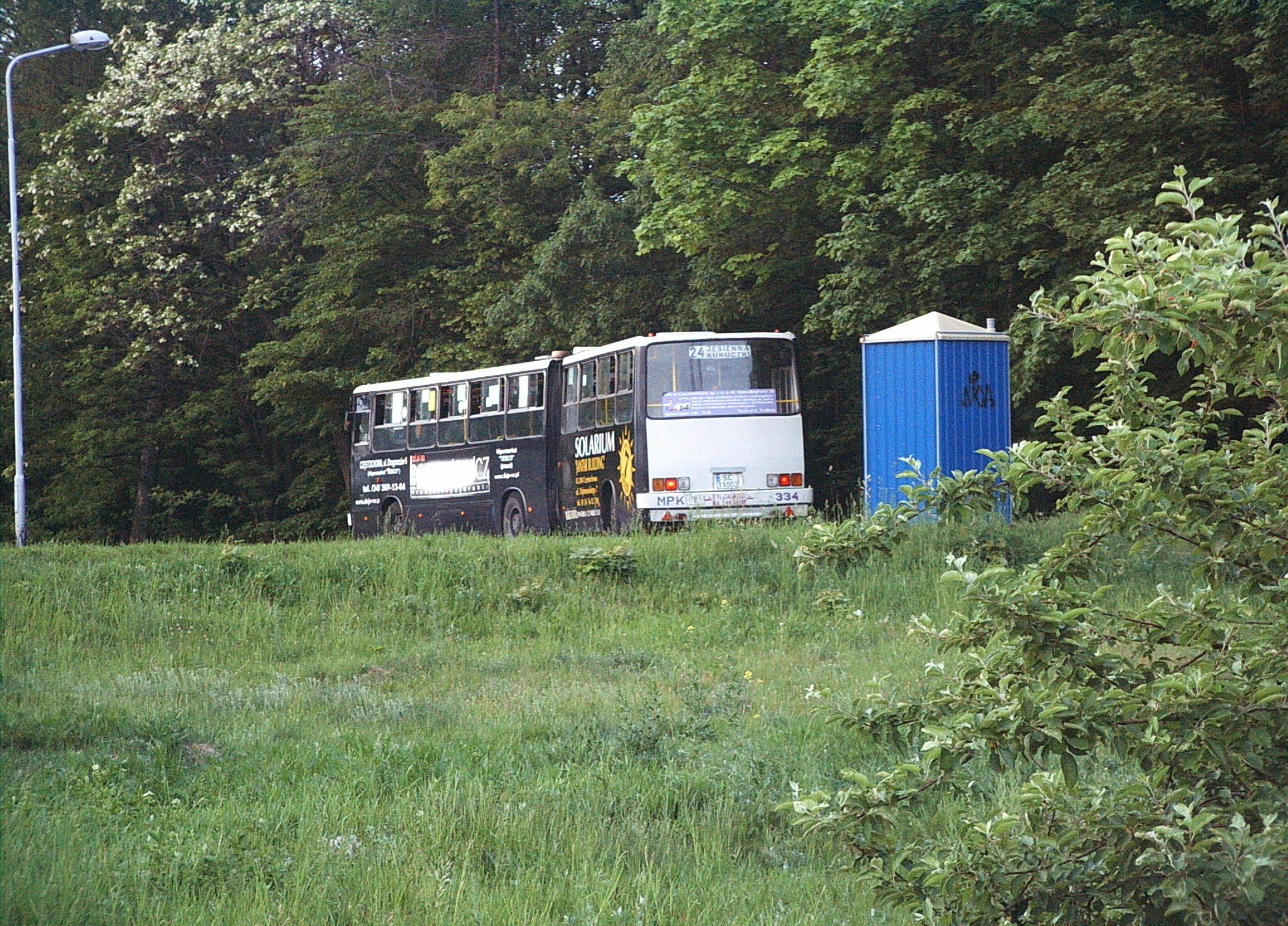
Ikarus 280.26 w Częstochowie
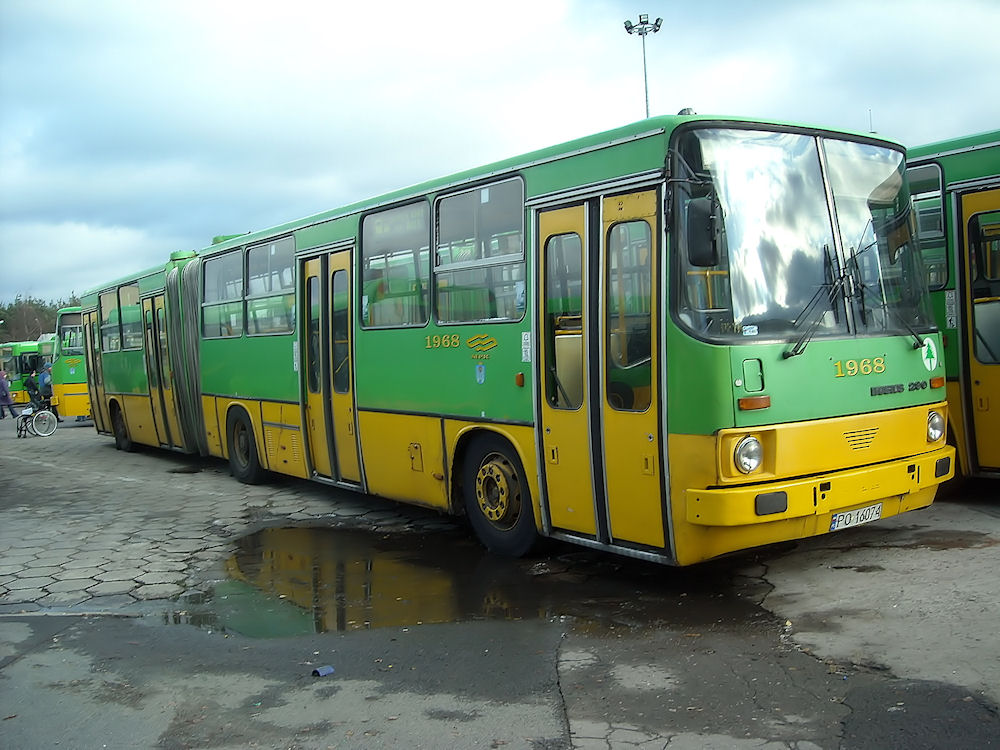
Ikarus 280.70A w Poznaniu
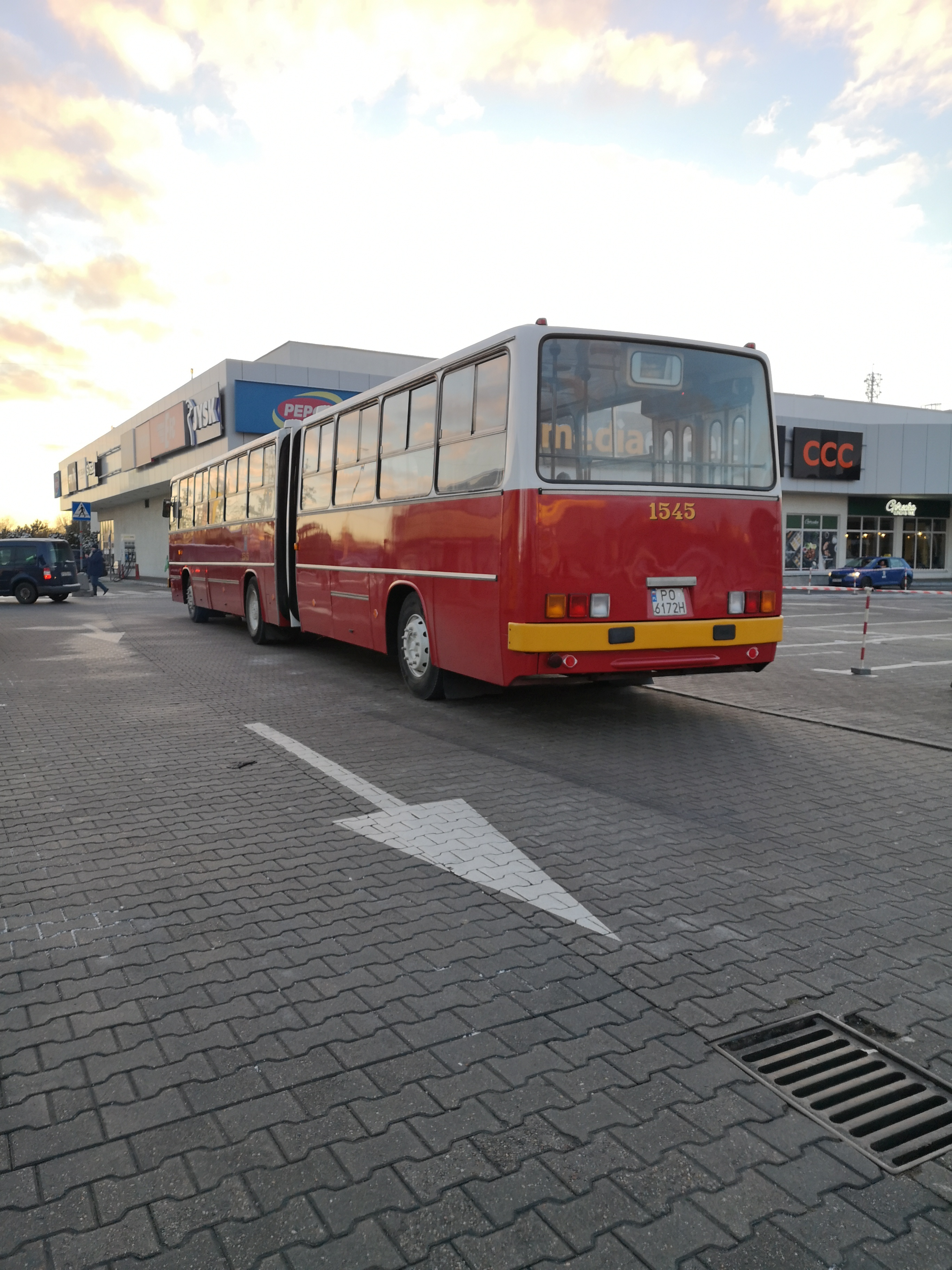
Ikarus 280.26 w Poznaniu